# ソウ4
『ソウ4』（SAW IV）は、2007年に公開されたアメリカ映画。『ソウ』シリーズの4作目。日本ではR15+指定。

## 概要
前作『ソウ3』とほぼ同じ時間軸を描くサイコスリラー映画。
1作目から脚本を担当してきたリー・ワネルが本作からはジェームズ・ワンと共に製作総指揮に回り、『ザ・フィースト』のパトリック・メルトンとマーカス・ダンスタンが新たに脚本家として起用された。

## ストーリー
連続猟奇殺人鬼ジグソウことジョン・クレイマーと助手のアマンダの死後、ジョンの遺体を解剖していた検視官が、胃の中から一本のカセットテープを発見する。
慌てた検視官は、すぐさまジグソウ事件を担当しているホフマン刑事に連絡。再生されたテープには「自分の死で、すべてが終わったと思わないことだ」という不気味なメッセージが録音されていた。
一方、ジグソウ事件と関わってしまい、その後仲間を次々と失ったSWATの隊長・リッグは、自宅にいるところを何者かに昏倒させられ、気がつくとジグソウの新たなる被験者として異常なゲームに巻き込まれていた。
今回、ジグソウに裁かれるのは売春斡旋業者や強姦魔などの悪党たち。しかも、過去にどこかで必ずリッグと関わっていたのだ。
リッグによるゲームが進行する中、FBIのストラム捜査官は、事件解決の糸口としてジョンの元妻であるジルの尋問を開始する。そして、その証言から、ジョンの意外な過去が明らかになる。
いったい、誰がゲームを支配しているのだろうか。

## 登場人物

### 殺人鬼
ジグソウ / ジョン・クレイマー
演 - トビン・ベル、日本語吹替 - 石田太郎
殺人鬼ジグソウと呼ばれる男。もとは建築と機械工学に精通した実業家だった。

### ゲーム参加者
ダニエル・リッグ
演 - リリク・ベント、日本語吹替 - 谷昌樹
SWATの隊長でたたき上げの警官。妻とは上手くいっておらず、離婚寸前。ついにジグソウの「被験者」として選ばれてしまう。
マーク・ホフマン
演 - コスタス・マンディロア、日本語吹替 - 仲野裕
事件の担当刑事。エリックと抱き合わせてゲームの参加者になってしまう。
エリック・マシューズ
演 - ドニー・ウォルバーグ、日本語吹替 - 田中正彦
刑事。2作目でゲームに巻き込まれ、そのまま半年間監禁されていた。今作で再びゲームに参加する。
アート・ブランク
演 - ジャスティン・ルイス、日本語吹替 - 木下浩之
弁護士。リッグやホフマンと言い争っていた。冒頭のゲームに参加。
ブレンダ
演 - サレイン・ボイラン、日本語吹替 - 新田万紀子
少女売春の斡旋をしていた女性。ゲーム参加者。
アイヴァン・ランズネス
演 - マーティ・アダムズ、日本語吹替 - 不明
婦女暴行し、アートの弁護で無罪放免になった男性。ゲーム参加者。
モーガン
演 - ジャネット・ランド、日本語吹替 - 不明
レックスの妻。夫の暴力に怯え、夫の言いなりになっていた。ゲーム参加者。
レックス
演 - ロン・リ―、日本語吹替 - 不明
モーガンの夫。娘を虐待し、学校で事情聴取を受ける。ゲーム参加者。

### 警察
ピーター・ストラム
演 - スコット・パターソン、日本語吹替 - 石塚運昇
FBI捜査官。現場を見て、ジグソウにはアマンダ以外の協力者がいることに気付く。ジルの尋問を担当し、その後は「ゲーム」を追跡する。
リンジー・ペレーズ
演 - アシーナ・カーカニス、日本語吹替 - 甲斐田裕子
FBI捜査官でストラムの相棒。ストラムと共に事件を調査し、ジグソウから不気味なメッセージを受け取る。
アダム・ヘフナー医師
演 - ジェームズ・バン・パッテン、日本語吹替 - 不明
検死医師。

### その他の関係者
ジル・タック
演 - ベッツィ・ラッセル、日本語吹替 - 土井美加
ジョンの元妻。麻薬の再生施設の院長をしている。
彼女によってジョンの過去が語られる。
セシル・アダムス
演 - ビリー・オーティス、日本語吹替 - 不明
ジョンの妻であったジルの診療所に通う麻薬中毒患者。ジルを流産させてしまう。
トレバー
演 - ケヴィン・ラシュトン、日本語吹替 - 不明
冒頭のゲーム参加者。アートと共にゲームに参加させられる。
ジェーン
演 - Aliso・Luther、日本語吹替 - 不明
モーガンとレックスの娘。父親から虐待を受けている。
ジェフ・レインハート
演 - アンガス・マクファーデン（カメオ出演）、日本語吹替 - 後藤敦
3作目でゲームの被験者となった男性。アマンダを射殺し、ジョンをチェーンソーを使って殺害した。クライマックスで意外なところに現れる。
リン・デンロン
演 - バハー・スーメク（カメオ出演）、日本語吹替 - なし
3作目でゲームの被験者となった女性。トラップにより命を落とす。
アリソン・ケリー
演 - ディナ・メイヤー（カメオ出演）、日本語吹替 - なし
刑事でFBI連絡員。リッグとエリックの同僚。前作でトラップにより死亡し、序盤で死体となって発見される。
アマンダ・ヤング
演 - ショウニー・スミス（カメオ出演）、日本語吹替 - 幸田夏穂
ジグソウ後継者の候補だったが、「テスト」に失敗し命を落とした女性。
マーク・ウィルソン
演 - ポール・GUTRECHT（カメオ出演）、日本語吹替 - 不明
1作目のゲーム参加者。トラップにより命を落とす。
ダニエル・マシューズ
演 - エリック・ナドセン（カメオ出演）、日本語吹替 - なし
2作目のゲーム参加者。エリックの息子。ゲームに生還する。
アディソン・コーデイ
演 - エマニュエル・ヴォージア（カメオ出演）、日本語吹替 - 不明
2作目のゲーム参加者。トラップにより命を落とす。
ガス・COlYARD
演 - トニー・ナッポ（カメオ出演）、日本語吹替 - 宇垣秀成
2作目のゲーム参加者。トラップにより命を落とす。
マイケル・マークス
演 - ノーム・ジェンキンス（カメオ出演）、日本語吹替 - 不明
2作目のゲーム参加者。トラップにより命を落とす。

## スタッフ
- 美術&二班監督：デヴィッド・ハックル
- 衣装：アレックス・カヴァナー
- 特殊メイク：フランソワ・ダジュネ
- 特殊メイクアシスタント：デイモン・ビショップ
- 特殊造形：ニール・モリル、パトリック・バクスター
- 特殊効果：ティム・バラボール、トム・ホワイト
- 視覚効果監修：ジョン・キャンファンズ
- 視覚効果：スウィッチVFX
- キャスティング：ステファニー・ゴリン
- 主題歌「I.V.」：X JAPAN

## 各国のレイティング
- アメリカ：R（17歳未満保護者同伴必須）（※95分版）
- 日本：R-15（※93分版）
- 台湾：R-18
- 香港：III（18歳未満禁止）
- シンガポール：R21
- イギリス：18
- ドイツ：18
- カナダ：18A
- フランス：-18
- オーストラリア：MA（15歳未満禁止）
- ノルウェー：18
- アイルランド：18
- フィンランド：K-18
- デンマーク：16

## メディアミックス
- 小説『ソウ4』（著：行川渉、出版：角川書店「角川ホラー文庫」）
- オリジナルサウンドトラック『Saw IV』（レーベル：Adrenaline）
- コミック『ソウ4』（※前売り券特典）
- DVD『ソウ4 DTSエディション』（販売元: 角川エンタテインメント）